# Калініно (Вікуловський район)
Калі́ніно (рос. Калинино) — село у складі Вікуловського району Тюменської області, Росія.
Населення — 489 осіб (2010, 615 у 2002).
Національний склад станом на 2002 рік:
- росіяни — 95 %